# Congrès mondial des bibliothèques et de l'information
Le Congrès mondial des bibliothèques et de l'information, en anglais World Library and Information Congress (WLIC) est une conférence internationale organisée chaque année par la Fédération internationale des associations et institutions de bibliothèques (IFLA) pour le secteur des bibliothèques et des services d'information. Il rassemble plus de 3 500 participants de plus de 120 pays. Il définit l'agenda international de la profession de bibliothécaire et offre des opportunités de réseautage et de développement professionnel. Le congrès propose également un salon professionnel international.
Chaque année, une bibliothèque peut devenir "La bibliothèque publique de l'année", elle reçoit sa récompense lors du congrès. La bibliothèque publique de Missoula Public Library a été récemment lauréate.

## Liste des villes hôtes du WLIC
- 2024 : 19-23 août, Dubaï, Émirats arabes unis : annulé[4]
- 2023 : 19-25 août, Rotterdam, Pays-Bas
- 2022 : 26-29 juillet, Dublin, Irlande
- 2021 : 17-19 août, conférence virtuelle
- 2019 : 24-30 août, Athènes, Grèce
- 2018 : 24-30 août, Kuala Lumpur, Malaisie
- 2017 : 19-25 août, Varsovie, Pologne
- 2016 : 13-19 août, Columbus, Ohio, États-Unis d'Amérique
- 2015 : 17-23 août, Le Cap, Afrique du Sud
- 2014 : 16-22 août, Lyon, France
- 2013 : 17-23 août, Singapour
- 2012 : 11-17 août, Helsinki, Finlande
- 2011 : 13-18 août, San Juan, Porto Rico
- 2010 : 10-15 août, Göteborg, Suède
- 2009 : 23-27 août, Milan, Italie
- 2008 : 10-14 août Québec, Canada
- 2007 : 19-23 août, Durban, Afrique du Sud
- 2006 : 20-24 août, Séoul, Corée
- 2005 : 14-18 août, Oslo, Norvège
- 2004 : 22-27 août, Buenos Aires, Argentine
- 2003 : 1-9 août, Berlin, Allemagne
- 2002 : 18-24 août, Glasgow, Écosse
- 2001 : 16-25 août, Boston, États-Unis
- 2000 : 13-18 août, Jérusalem, Israël
- 1999 : Bangkok
- 1998 : Amsterdam
- 1997 : Copenhague
- 1996 : Pékin
- 1995 : Istanbul
- 1994 : La Havane
- 1993 : Barcelone
- 1992 : New-Delhi
- 1991 : Moscou
- 1990 : Stockholm
- 1989 : Paris
- 1988 : Sydney
- 1987 : Brighton
- 1986 : Tokyo
- 1985 : Chicago
- 1984 : Nairobi
- 1983 : Munich
- 1982 : Montréal
- 1981 : Leipzig
- 1980 : Manille
- 1979 : Copenhague
- 1978 : Strbské Pleso
- 1977 : Bruxelles
- 1976 : Lausanne
- 1975 : Oslo
- 1974 : Washington
- 1973 : Grenoble
- 1972 : Budapest
- 1971 : Liverpool
- 1970 : Moscou
- 1969 : Copenhague
- 1968 : Francfort-sur-le-Main
- 1967 : Toronto
- 1966 : La Haye
- 1965 : Helsinki
- 1964 : Rome
- 1963 : Sofia
- 1962 : Berne
- 1961 : Édimbourg
- 1960 : Lund et Malmö
- 1959 : Varsovie
- 1958 : Madrid
- 1957 : Paris
- 1956 : Munich
- 1955 : Bruxelles
- 1954 : Zagreb
- 1953 : Vienne
- 1952 : Copenhague
- 1951 : Rome
- 1950 : Londres
- 1949 : Bâle
- 1948 : Londres
- 1947 : Oslo
- 1939 : La Haye et Amsterdam
- 1938 : Bruxelles
- 1937 : Paris
- 1936 : Varsovie
- 1935 : Madrid et Barcelone
- 1934 : Madrid
- 1933 : Chicago et Avignon
- 1932 : Berne
- 1931 : Cheltenham
- 1930 : Stockholm
- 1929 : Rome, Florence et Venise
- 1928 : Rome